# Донау-Рис
Донау-Рис (нем. Donau-Ries) — район в Германии. Центр района — город Донаувёрт. Район входит в землю Бавария. Подчинён административному округу Швабия. Занимает площадь 1274,92 км². Население — 131 141 чел. Плотность населения — 103 человека/км².
Официальный код района — 09 7 79.
Район подразделяется на 44 общины.

## Города и общины
Городские общины
1. Вемдинг (5 650)
2. Донаувёрт (18 280)
3. Монхайм (4 929)
4. Нёрдлинген (19 371)
5. Райн (8 439)
6. Харбург (5 694)
7. Эттинген-ин-Байерн (5 339)

Ярмарочные общины
1. Валлерштайн (3 464)
2. Кайсхайм (4 274)

Свободные от управления общин
Общины
1. Алерхайм (1 696)
2. Амердинген (872)
3. Асбах-Бойменхайм (4 275)
4. Аухаузен (1 100)
5. Бухдорф (1 607)
6. Вехинген (1 411)
7. Вольферштадт (1 132)
8. Гендеркинген (1 190)
9. Дайтинг (800)
10. Дайнинген (2 061)
11. Майинген (1 241)
12. Марктоффинген (1 358)
13. Марксхайм (2 593)
14. Мегесхайм (883)
15. Мертинген (3 778)
16. Мёнксдеггинген (1 499)
17. Мёттинген (2 519)
18. Мюнстер (1 073)
19. Муннинген (1 806)
20. Нидершёненфельд (1 370)
21. Оберндорф-ам-Лех (2 376)
22. Оттинг (791)
23. Раймлинген (1 339)
24. Рёглинг (657)
25. Тагмерсхайм (1 070)
26. Тапфхайм (4 071)
27. Форхайм (601)
28. Фремдинген (2 165)
29. Фюнфштеттен (1 384)
30. Хайнсфарт (1 485)
31. Хольцхайм (1 167)
32. Хоэнальтхайм (626)
33. Хуисхайм (1 659)
34. Эдерхайм (1 149)
35. Эинген-ам-Рис (809)

Объединения общин
Управление Валлерштайн
Управление Вемдинг
Управление Монхайм
Управление Райн (Швабен)
Управление Рис
Управление Эттинген-ин-Байерн

## Население
По оценке на 31 декабря 2015 года население района Донау-Рис составляет 131 345 чел. 

| Дата      | 1840  | 1871  | 1900  | 1925  | 1939  | 1950   | 1961   | 1970   | 1987   | 2011   |
| --------- | ----- | ----- | ----- | ----- | ----- | ------ | ------ | ------ | ------ | ------ |
| Население | 77032 | 76159 | 78953 | 82511 | 82217 | 122161 | 111949 | 116709 | 117483 | 127920 |

| Год       | 1960   | 1970   | 1980   | 1990   | 2000   | 2009   | 2010   | 2011   | 2012   | 2013   | 2014   | 2015   |
| --------- | ------ | ------ | ------ | ------ | ------ | ------ | ------ | ------ | ------ | ------ | ------ | ------ |
| Население | 110971 | 116846 | 115669 | 121116 | 129865 | 129181 | 128867 | 128072 | 128939 | 129422 | 130203 | 131345 |

## Внешние ссылки
- Официальная страница